# جيمي كيلينغ
جيمي كيلينغ (بالإنجليزية: Jimmie Keeling)‏ هو مدير فني أمريكي، ولد في 10 أغسطس 1935 في سان أنجيلو في الولايات المتحدة.